# Macià Mallol
Macià Mallol Bosch (Tarragona, 2 de diciembre de 1876 - Barcelona, 26 de octubre de 1960) fue un político y empresario español. Trabajó como armador en el puerto de Tarragona y como agente de Aduanas en Tarragona y Barcelona.

## Biografía
Nació en Tarragona el día 2 de diciembre de 1876, hijo del patrón de barco Agustí Mallol Mauri. Era el segundo de trece hermanos. En 1913 se casó con Josepa Gabriel Gatell, con la que tuvo seis hijos.
Empezó a trabajar con los hermanos Bonet y a los 21 años fundó la empresa consignataria que llevaba su nombre. Fue agente de aduanas, consignatario y armador. Matriculada al completo su flota en Tarragona, la constituían el barco Tarraconense, el pailebot Ciutat de Tarragona y los barcos de vapor Danielito, Ciutat de Reus y Ciutat de Tarragona. En 1936 tenía previsto incorporar el Ciutat de Valls y Ciutat de Vendrell.
Entre 1903 y 1907 Macià Mallol ocupó el cargo de tesorero de la Cámara de Comercio, Industria y Navegación de Tarragona. En 1908 constituyó con Evarist Fàbregas, Pere Garcia y su hermano Tomàs Mallol la empresa Fàbregas, Garcia y Mallol Hnos, con domicilio en Barcelona, dedicada a la consignación, transporte, carga y trámite de aduanas. Aquel mismo año fundó la Ferretería Mallol, traspasada a otros propietarios en 1918. En esta época, con los hermanos Bonet, su hermano Tomàs y otros accionistas crearon el Banco Comercial de Tarragona. Participó también en la constitución de Astilleros de Tarragona, Tarragona Industrial (La Farinera) y Oleícola de Tarragona, ocupando varios cargos directivos. Participó en el llamado Trust Tarragona Port.
El 5 de enero de 1908 fue nombrado vocal de la Unión Nacionalista Republicana junto con su amigo Pere Lloret Ordeix. En 1918 fue elegido diputado republicano por Gandesa y participó en la discusión del proyecto de Estatuto de Autonomía de Cataluña de 1919 promovido por la Mancomunidad. Entre 1919 y 1920 fue senador por Tarragona. En 1922 participó en la fundación de Acción Catalana, de ideología liberal. Seis años más tarde abandonó la formación acompañado por los tarraconenses Antoni Rovira y Virgilio y Pere Lloret Ordeix para fundar Acción Republicana de Cataluña, un partido de centroizquierda. En representación de este partido, el 17 de agosto de 1930 firmó el Pacto de San Sebastián. Proclamada la Segunda República Española asumió de forma provisional el cargo de gobernador civil de la provincia de Tarragona.
Presidió la Junta de Obras del Puerto y la Cámara de comercio durante los años 1923 y 1926. Fue presidente del Colegio de consignataris y agentes de aduanas. Tuvo varios cargos directivos al Orfeón Tarraconense, Atendéis de Tarragona, Asociación de Amigos de Francia y Asociación Protectora de la Ensenyança Catalana. Intervino en la creación de los diarios barceloneses La Nave, órgano de expresión de Acción Republicana, y La Mañana, próximo a movimientos de inspiración católica. En Tarragona era accionista de Editorial Tarragona que a partir de 1927 editó Diario de Tarragona y más tarde Diario de Tarragona.
En julio de 1936 tuvo que exiliarse, a pesar de su adscripción republicana y catalanista. Después de la entrada de los franquistas fue juzgado por el Tribunal de Responsabilidades Políticas y condenado a la pérdida de derechos civiles y bienes. La represalia quedó finalmente en una fuerte multa y la prohibición de vivir en Tarragona. Volvió en 1947 y se instaló en Barcelona, ciudad donde ejerció como agente de aduanas desde 1954, a pesar de algunos obstáculos. Murió el 26 de octubre de 1960.